# Françoise-Athénaïs di Montespan
Françoise-Athénaïs di Rochechouart di Mortemart, marchesa di Montespan (Lussac-les-Châteaux, 5 ottobre 1640 – Bourbon-l'Archambault, 26 maggio 1707), è stata una nobildonna francese, meglio conosciuta come Madame de Montespan, è stata la più famosa favorita del re Luigi XIV di Francia, al quale diede sette figli (sei dei quali legittimati).
Nata in una delle più antiche e nobili famiglie di Francia, il Casato di Rochechouart, Madame de Montespan fu chiamata da alcuni «la vera Regina di Francia» durante la sua relazione amorosa con Luigi XIV di Francia a causa della pervasività della sua influenza a corte in quel periodo.
Il suo cosiddetto "regno" durò circa dal 1667, quando danzò per la prima volta con Luigi XIV in un ballo tenuto dal fratello minore del re al Louvre, fino al suo presunto coinvolgimento nel famigerato Affaire des Poisons tra il 1677 ed il 1682.
È l'antenata di varie case reali in Europa, compresi i Borbone di Spagna in Spagna, Casa Savoia nel Regno d'Italia (1861-1946), i Sassonia-Coburgo-Gotha (Bulgaria) nel Regno di Bulgaria e il Casato di Braganza-Sassonia-Coburgo-Gotha nel Regno del Portogallo.

## Biografia

### Infanzia
Françoise de Rochechouart nacque il 5 ottobre 1640 e venne battezzata quello stesso giorno al Castello di Lussac-les-Châteaux attualmente nel dipartimento di Vienne, nella regione di Poitou-Charentes in Francia.
Françoise (essendo una précieuse adottò in seguito il nome di "Athénaïs"), possedeva il sangue di antiche e nobili famiglie francesi grazie ai suoi genitori: Gabriel de Rochechouart Duca di Mortemart, Principe di Tonnay-Charente, e Diane de Grandseigne.
Da suo padre, aveva ereditato il famoso esprit dei Mortemart. Da giovane, aveva spesso viaggiato con la madre tra le proprietà di famiglia e la corte del Louvre a Parigi. All'età di dodici anni, iniziò la sua istruzione formale presso l'Abbazia delle Dame a Saintes, dove sua sorella Gabrielle l'aveva preceduta quasi un decennio prima. Aveva tre fratelli:
- Gabrielle (1633–1693) che sposò Claude Léonor Damas de Thianges, Marchese di Thianges.
- Louis Victor (1636-1688) conosciuto come Marchese di Vivonne che fu enfant d'honneur e amico di Luigi XIV durante la sua gioventù.
- Marie Madeleine Gabrielle Adélaïde (1645–1704) che a seguito della sua parentela con Françoise-Athénaïs fu conosciuta come la Regina delle Badesse.

Fece il suo ingresso a corte nel 1658: conosciuta formalmente come damigella di Tonnay-Charente, divenne una damigella d'onore della cognata del re, Enrichetta d'Inghilterra. In seguito, grazie al legame tra sua madre e la regina vedova Anna d'Austria, Françoise-Athénaïs divenne dama di compagnia della moglie del re, Maria Teresa d'Austria.

### Matrimonio
Il 28 gennaio 1663, Françoise sposò Louis Henri de Pardaillan, Marchese di Montespan (1641–1701), maggiore di lei di un anno. Françoise in precedenza era stata fidanzata con il fratello del marito, ma questi venne ucciso in un duello, dopo un ballo al Louvre. Dopo la sua morte venne deciso che Françoise dovesse sposarne il fratello minore. La cerimonia di nozze ebbe luogo nella cappella della Chiesa di Saint-Eustache a Parigi.
La coppia riceveva una piccola rendita di 1.200 lire e visse in una casa vicino al Louvre, ciò permetteva a Madame de Montespan di presenziare a corte e svolgere lì i suoi doveri come dama di compagnia della Duchessa d'Orléans. La bellezza era solo una delle tante doti di Madame de Montespan. Era una conversatrice colta e divertente, in grado di conquistarsi l'ammirazione di alcune figure letterarie come la scrittrice Madame de Sévigné ed il diarista Saint-Simon.
Inoltre, era un'abile cronista dei suoi tempi, sempre al corrente dei più recenti avvenimenti politici: ciò ebbe l'effetto di renderla ancora più interessante sia per gli intellettuali sia per i politici. Si diceva che una volta avesse avuto una relazione con il rinomato chef François Vatel durante le festività al Castello di Chantilly.

### Maîtresse-en-titre
Uno scandalo scoppiò quando la Duchessa di Montausier, istitutrice dei figli reali e dama di compagnia della regina, fu accusata di agire come intermediario al fine di garantire il governatorato del Delfino per il marito, il Duca di Montausier.
Dal 1666, Madame de Montespan stava cercando di diventare amante di Luigi XIV al posto di Louise de La Vallière. Usando la sua intelligenza e il suo fascino, cercò di ingraziarsi il re. Diventò anche intima del Delfino, il cui affetto per lei non vacillò mai.
Fece anche amicizia a corte con un'altra dama di compagnia della regina, Louise Boyer, la moglie di Anne de Noailles, Duca di Noailles. Il figlio minore della Montespan, il Conte di Tolosa, avrebbe in seguito sposato una nipote della Boyer. Madame de Montespan diventò facilmente la Favorita del re e rimase in quella posizione per ben 13 anni, non limitandosi alla compagnia mondana ma diventando fidata consigliera del sovrano anche in materia politica e strategica. Madame godeva di ampio potere tanto da essere soprannominata "la vera regina di Francia" e intorno a lei si creò una corte di intellettuali e menti brillanti, come i letterati Saint-Simon e Madame de Sévigné. Madame dettava anche la moda di corte con il suo gusto opulento ed eccentrico, il suo stile fu imitato dalle nobili anche dopo l'esilio della Montespan. La dama accompagnò il sovrano anche in guerra e nelle occasioni ufficiali, a scapito della regina Maria Teresa d'Asburgo.

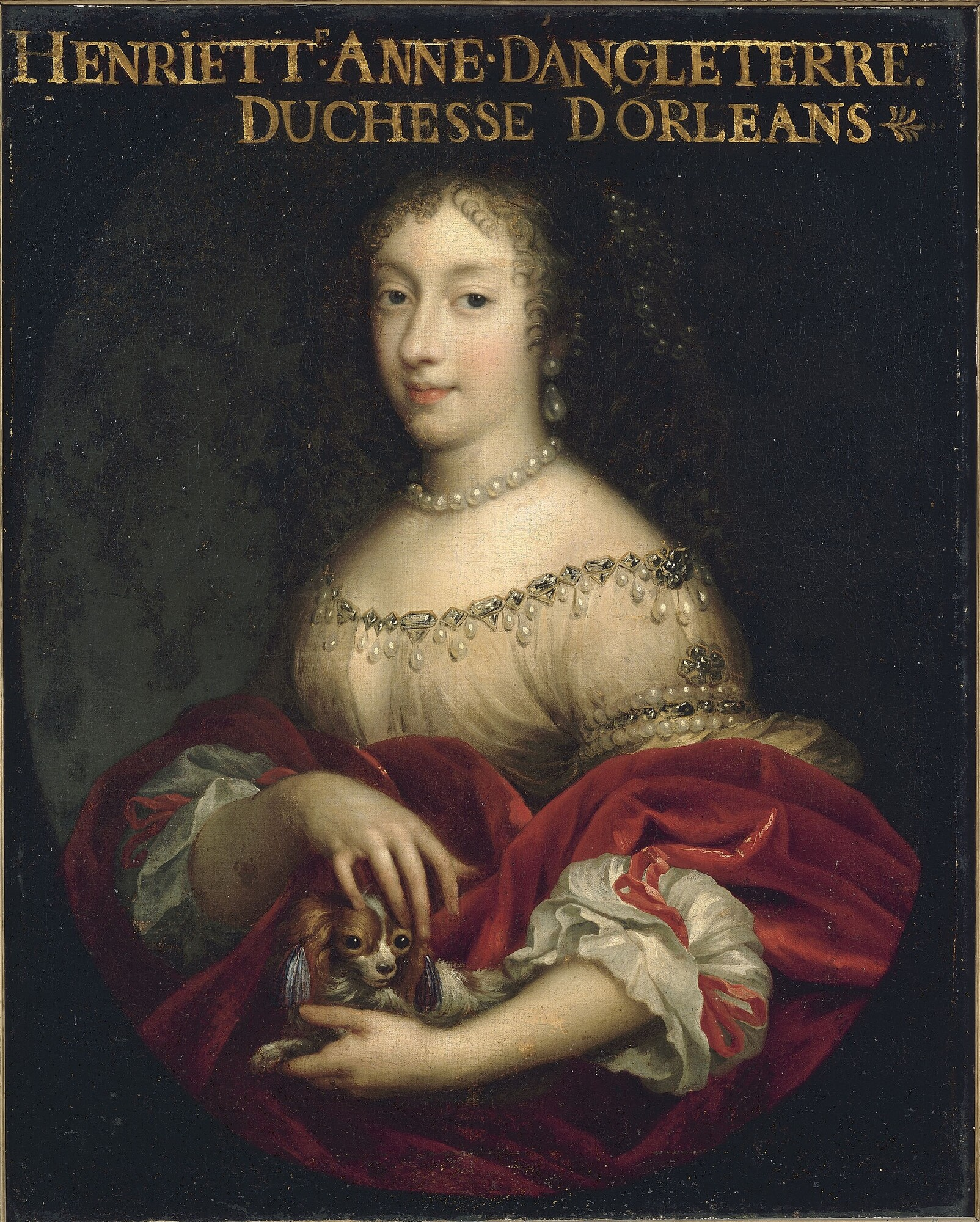
Enrichetta d'Inghilterra, di cui Madame de Montespan fu dama di compagnia.

### Figli illegittimi
Il primo dei sette figli che Madame de Montespan ebbe dal re nacque nel marzo 1669, una femmina: Louise Françoise de Bourbon (1669-1672). Fu affidata a un'amica di Madame de Montespan, Madame Scarron (poi nota come marchesa de Maintenon). Il Re acquistò a tal fine una piccola casa nel villaggio di Vaugirard, alla periferia di Parigi.
Nel 1673, i tre figli illegittimi della coppia sopravvissuti furono legittimati da Luigi XIV con il cognome reale di de Bourbon. Il nome della madre, però, non fu menzionato nei documenti di legittimazione, perché Madame de Montespan era, al momento, ancora sposata con il marchese di Montespan. Se la maternità fosse stata rivelata, il marchese avrebbe potuto infatti rivendicare i figli che Madame de Montespan aveva avuto dal re come propri.
Il maggiore, un maschio, Luigi Augusto di Borbone, fu nominato duc du Maine; il secondo figlio, un altro maschio, Luigi Cesare di Borbone, divenne conte de Vexin e il terzo, una femmina, Luisa Francesca di Borbone divenne Mademoiselle de Nantes. Poiché Madame de Montespan trascorreva la maggior parte del tempo nel vortice di attività della corte, i tre figli ebbero pochi contatti con la madre e trascorsero la maggior parte della loro infanzia con la governante, Madame Scarron.
Nel 1674 il procuratore generale Achille de Harlay, assistito da sei giudici allo Châtelet, dichiarò la separazione legale di Madame de Montespan dal marito, e, quando l'affetto di Luigi XIV cominciò a mostrare segni di raffreddamento, ella fu sospettata di aver fatto ricorso alla magia nera per riconquistarlo. Alcuni hanno supposto che intendesse avvelenare potenziali amanti del re, anche se il suo principale avversario si rivelò comunque essere la Chiesa Cattolica. Nel 1675 il sacerdote Lécuyer rifiutò di darle l'assoluzione, necessaria per ricevere la comunione del giorno di Pasqua, obbligo per tutti i cattolici. Padre Lécuyer le chiese in confessione,

"Siete quella Madame de Montespan che scandalizza tutta la Francia? Andate, Madame, abbandonate la vostra vita scandalosa e poi venite a gettarvi ai piedi dei ministri di Gesù Cristo" 

Luigi XIV si appellò ai superiori del sacerdote, ma la Chiesa non cedette alle richieste del re. Dopo una breve separazione, il sovrano e Madame de Montespan ripresero la loro relazione che condusse alla nascita di altri due figli: Francesca Maria di Borbone, Mademoiselle de Blois, nel 1677, e Luigi Alessandro di Borbone, comte de Toulouse, nel 1678, entrambi legittimati nel 1681. Tuttavia, l'Affaire des Poisons, reso noto nel settembre del 1677, segnò l'inizio della fine del regno di Madame de Montespan.
L'inizio della storia d'amore tra Luigi XIV e la Duchessa di Fontanges e la relegazione di Madame de Montespan alla posizione di sovrintendente della famiglia della regina portarono alla crisi. Mademoiselle de Fontanges morì nel 1681, con il sospetto che potesse essere stata avvelenata, anche se nessuno poteva provarlo. Oggi si ritiene che la Duchessa de Fontanges sia in realtà morta per cause naturali.

### Affaire des Poisons

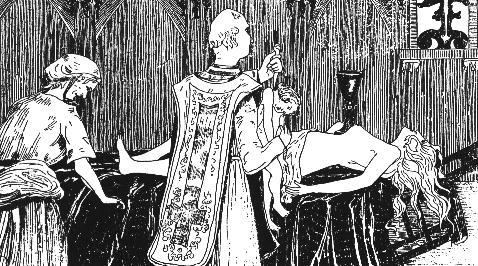
L'abate Étienne Guibourg celebra una messa nera sul corpo di Madame de Montespan in presenza della La Voisin

A lungo si è ritenuto che Madame de Montespan fosse implicata nel famigerato Affaire des Poisons, ma il suo coinvolgimento non è mai stato definitivamente provato. Gabriel Nicolas de la Reynie, tenente generale della polizia di Parigi ed il giudice capo della Corte, davanti al quale furono istruiti i procedimenti per i casi di avvelenamento, ascoltarono testimonianze riguardanti le visite di Madame de Montespan, avvenute nel 1665, alla cosiddetta strega Catherine Monvoisin, nota come La Voisin. La Voisin riferì di aver venduto a Madame de Montespan soltanto dei filtri d'amore preparati con ingredienti repellenti destinati a Luigi XIV, nella speranza che tale magia facesse riconquistare all'amante, caduta in disgrazia, il favore del re e l'aiutasse a sostituire Louise de La Vallière nel ruolo di favorita del Re.
Nel luglio del 1667 Madame de Montespan ottenne di nuovo il favore del re, mentre l'amante in carica, Louise, era incinta di suo figlio, il futuro Louis de Bourbon, conte di Vermandois.
Madame de Montespan fu anche accusata di aver cospirato per ucciderlo. Tuttavia, alcune incongruenze nelle testimonianze fecero ritenere che l'amante reale fosse estranea a queste accuse. Sembra che i sospetti su Madame de Montespan fossero sorti perché il nome della sua cameriera, Claude de Vin, Mademoiselle des Œillets, fu ripetutamente citato in connessione con La Voisin nel procedimento proposto dinanzi alla Chambre Ardente.
Se qualcuno aveva complottato per uccidere il re, la maggiore indiziata era Mademoiselle des Œillets, che aveva avuto una figlia illegittima dal re, mai riconosciuta. Presumibilmente la cameriera aveva maturato un risentimento nei confronti del re, che non la faceva più oggetto delle sue attenzioni. Si riteneva che anche Olimpia Mancini, contessa di Soissons, ex amante del re e nota intrigante, fosse implicata nel complotto. Dalla fine del 1680 in poi, il Marchese di Louvois, Jean-Baptiste Colbert e Madame de Maintenon contribuirono a mettere a tacere la vicenda, al fine di evitare ulteriori scandali riguardanti la madre dei figli legittimati dal sovrano. Per quanto riguarda la posizione del re, costretto a evitare l'orribile scandalo, il capo della polizia La Reynie affermò: «L'enormità dei loro crimini costituì la loro salvaguardia».

### Esilio
Anche dopo lo scandalo che aveva costretto Luigi XIV a tenere Madame de Montespan a una certa distanza, il re continuò a farle visita ogni giorno nelle sue stanze a palazzo. A quanto pare il suo splendore e il fascino nella conversazione mitigarono in qualche misura la sua condizione di amante in disgrazia.
Nel 1691, avendo perso il favore del re, Madame de Montespan si ritirò nel convento delle Filles de Saint-Joseph, in rue Saint-Dominique a Parigi, con una pensione di 800.000 luigi accordati da Luigi XIV. In segno di gratitudine per la sua partenza, il re nominò suo padre governatore di Parigi, suo fratello, il duca di Vivonne, maresciallo di Francia e una delle sue sorelle, Gabrielle, badessa della ricca Abbazia di Fontevrault.
Nel suo lungo ritiro, Madame de Montespan donò ingenti somme di denaro a ospedali ed enti di beneficenza. Fu anche una mecenate generosa delle lettere e intrattenne amichevoli rapporti con Corneille, Racine e La Fontaine.

### Ultimi anni di vita
Madame de Montespan trascorse gli ultimi anni della sua vita in una penitenza molto severa. Morì il 27 maggio 1707 all'età di sessantasei anni, mentre faceva delle cure termali a Bourbon-l'Archambault per cercare di guarire da una malattia. Soltanto i suoi tre figli più giovani provarono sincero dolore per la sua morte. Il re proibì ai suoi figli di portare il lutto per lei.
In segno di rispetto per la morte della loro amata madre, la duchesse de Bourbon, la duchesse d'Orléans ed il conte de Toulouse, legati a lei da sincera amicizia, si rifiutarono di partecipare a qualsiasi incontro a corte. Tuttavia, il maggiore (e più sleale) dei figli avuti dal re, il duc du Maine, non riusciva a nascondere la sua gioia per la morte della madre.
Si dice che Madame de Maintenon, dopo aver appreso della morte di Françoise-Athénaïs, abbia pianto amaramente poiché, dopo tutto, l'aveva introdotta a corte e le aveva affidato la cura dei suoi figli, posizione che in origine le aveva permesso di guadagnare l'attenzione del re.
Françoise-Athénaïs di Montespan verrà sepolta nel Convento di La Flèche.

## Discendenza

### Figli avuti da Louis Henri de Pardaillan
Il Marchese di Montespan e Madame de Montespan ebbero due figli:
- Marie Christine de Pardaillan de Gondrin (1663–1675), deceduta al Château de Bonnefont, uno dei possedimenti paterni in Guascogna.
- Louis Antoine de Pardaillan de Gondrin, Marchese d'Antin (1665–1736); in seguito Duca d'Antin; Louis Antoine ebbe relazioni cordiali con i fratellastri minori, il Duca del Maine ed il Conte di Tolosa.

### Figli avuti da Luigi XIV
Luigi XIV e Madame de Montespan ebbero sette figli, di cui soltanto quattro sopravvissero all'infanzia.
- Luisa Francesca di Borbone (1669 – 1672): fu la prima figlia a essere affidata alle cure della futura Madame de Maintenon.
- Luigi Augusto di Borbone (1670 – 1736): legittimato nel dicembre del 1673 con il titolo di Duca del Maine, sposò Luisa Benedetta di Borbone da cui ebbe figli ma nessun discendente sopravvissuto. Fu il fondatore dei Borbone-Maine. Ereditò il Castello di Clagny.
- Louis César de Bourbon (1672 – 1683): nominato Conte di Vexin divenne Abate di Saint-Germain-des-Pres.
- Luisa Francesca di Borbone (1673 – 1743): chiamata così in onore di Louise de La Vallière, amante ufficiale di Luigi XIV prima di sua madre; Louise de La Vallière fu anche sua madrina. Legittimata nel 1673 con il titolo di Mademoiselle de Nantes, sposò Luigi III, Principe di Condé. Dopo il matrimonio assunse il titolo di duchesse de Bourbon e poi Princesse de Condé. Gli attuali membri del Casato degli Orléans discendono da Luisa Francesca attraverso sua figlia Luisa Elisabetta di Borbone. Il Palazzo Borbone fu costruito per lei.
- Luisa Maria Anna di Borbone (1674 – 1681): legittimata nel 1676 con il titolo di Mademoiselle de Tours.
- Francesca Maria di Borbone (1677-1749): legittimata nel 1681, acquistò il titolo di Mademoiselle de Blois mantenuto fino al suo matrimonio. Sposò il futuro reggente Filippo II, Duca d'Orléans nel 1692. Attraverso suo figlio, Francesca Maria divenne una diretta antenata di Luigi Filippo I, Re dei Francesi e dell'attuale Casato degli Orléans.
- Luigi Alessandro di Borbone (1678 – 1737): legittimato nel 1681, acquisì il titolo di Conte di Tolosa. Sposò Marie Victoire de Noailles. È imparentato con l'attuale Casato degli Orléans attraverso la nipote Luisa Maria Adelaide di Borbone che sposò Philippe Égalité. Fondò il Casato dei Bourbon-Toulouse che con suo figlio divenne Borbone-Penthièvre. Fu proprietario dell'Hôtel de Toulouse a Parigi, oggi sede della Banca di Francia.

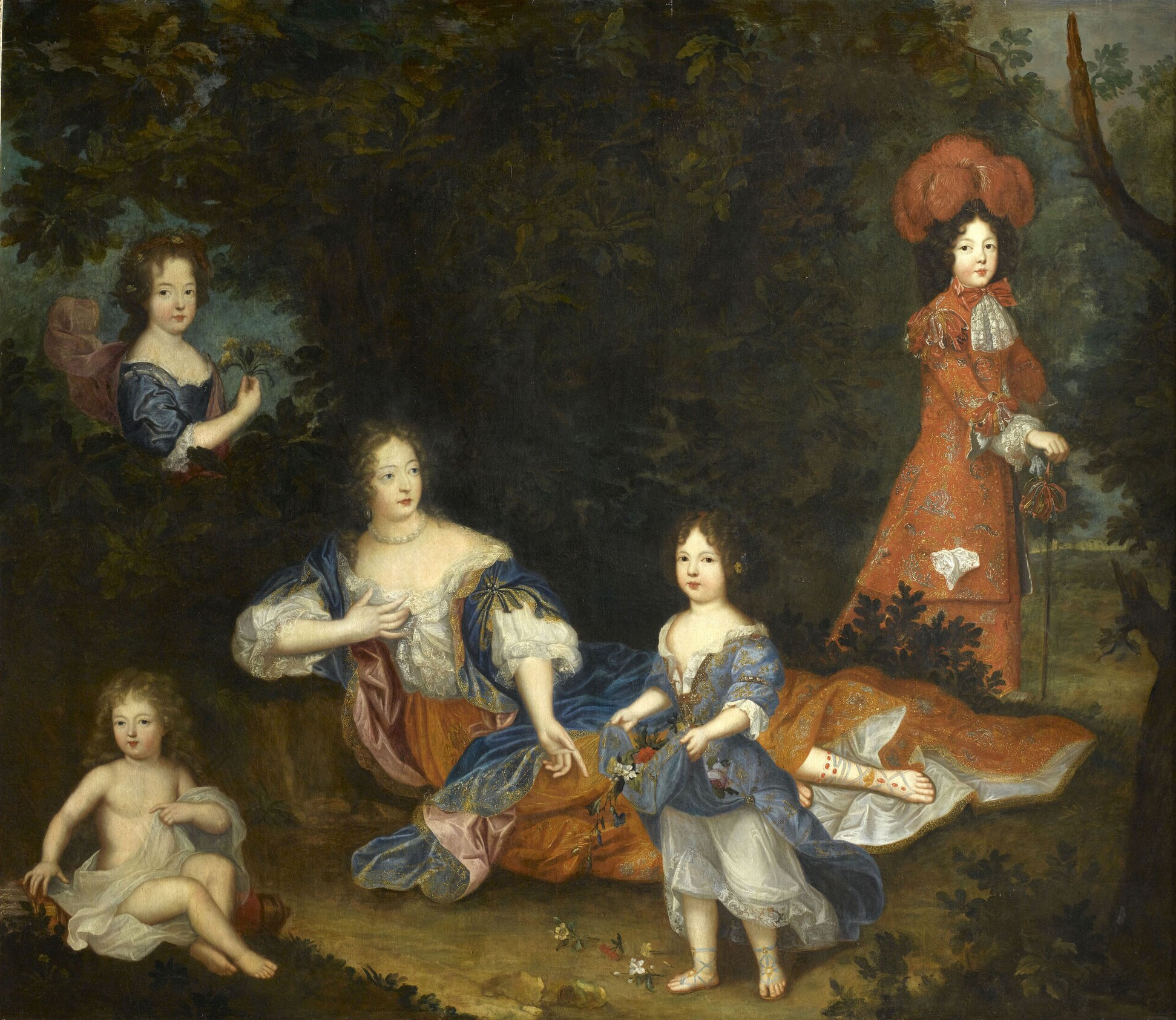
Madame de Montespan e quattro dei suoi figli: Mademoiselle de Nantes; Il Conte di Vexin; Mademoiselle de Tours; Il Duca del Maine
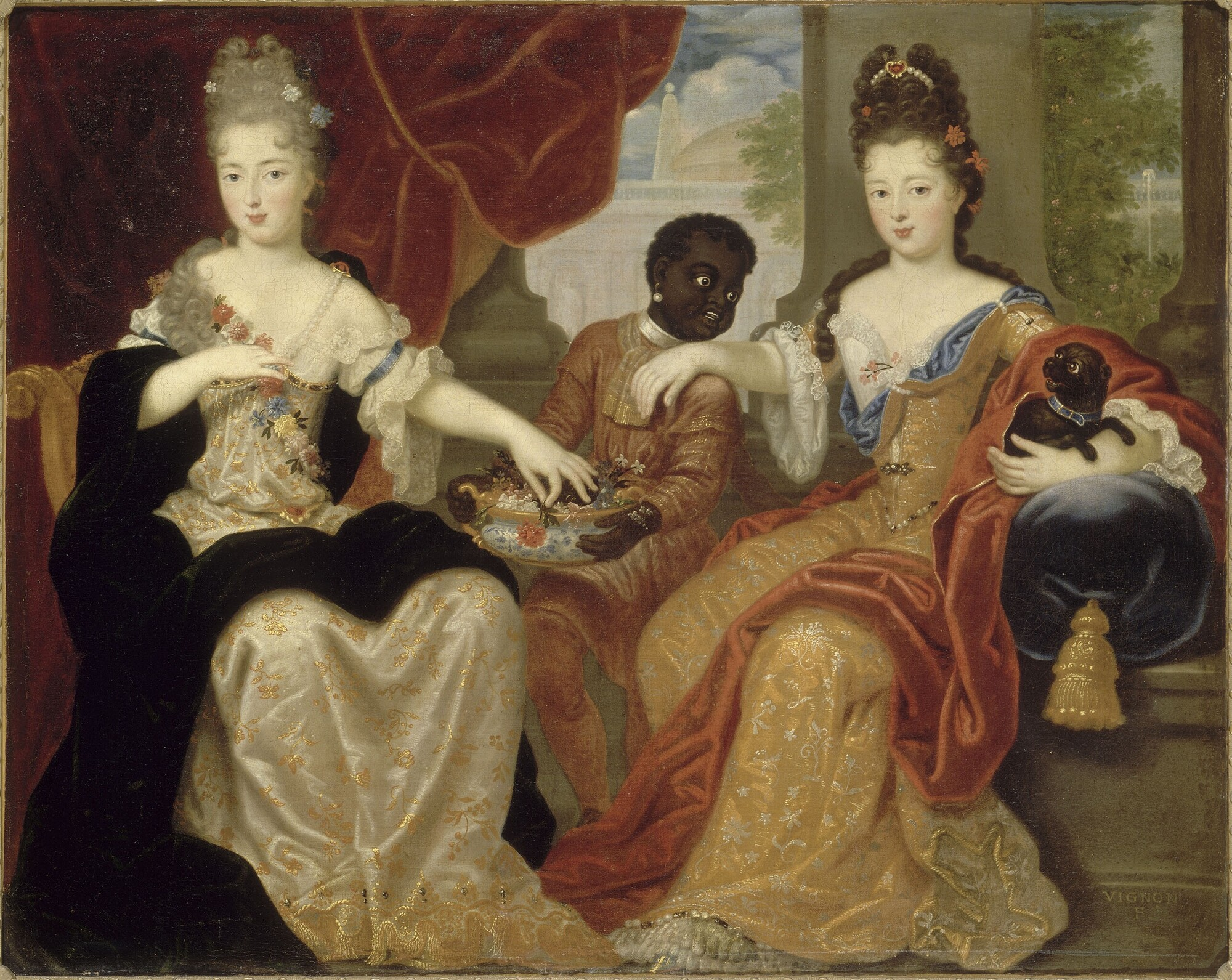
Le due figlie sopravvissute di Madame de Montespan: la bionda Mademoiselle de Blois, con la mora sorella, la Mademoiselle de Nantes
Louise Françoise qualche tempo dopo al matrimonio con il Principe di Condé
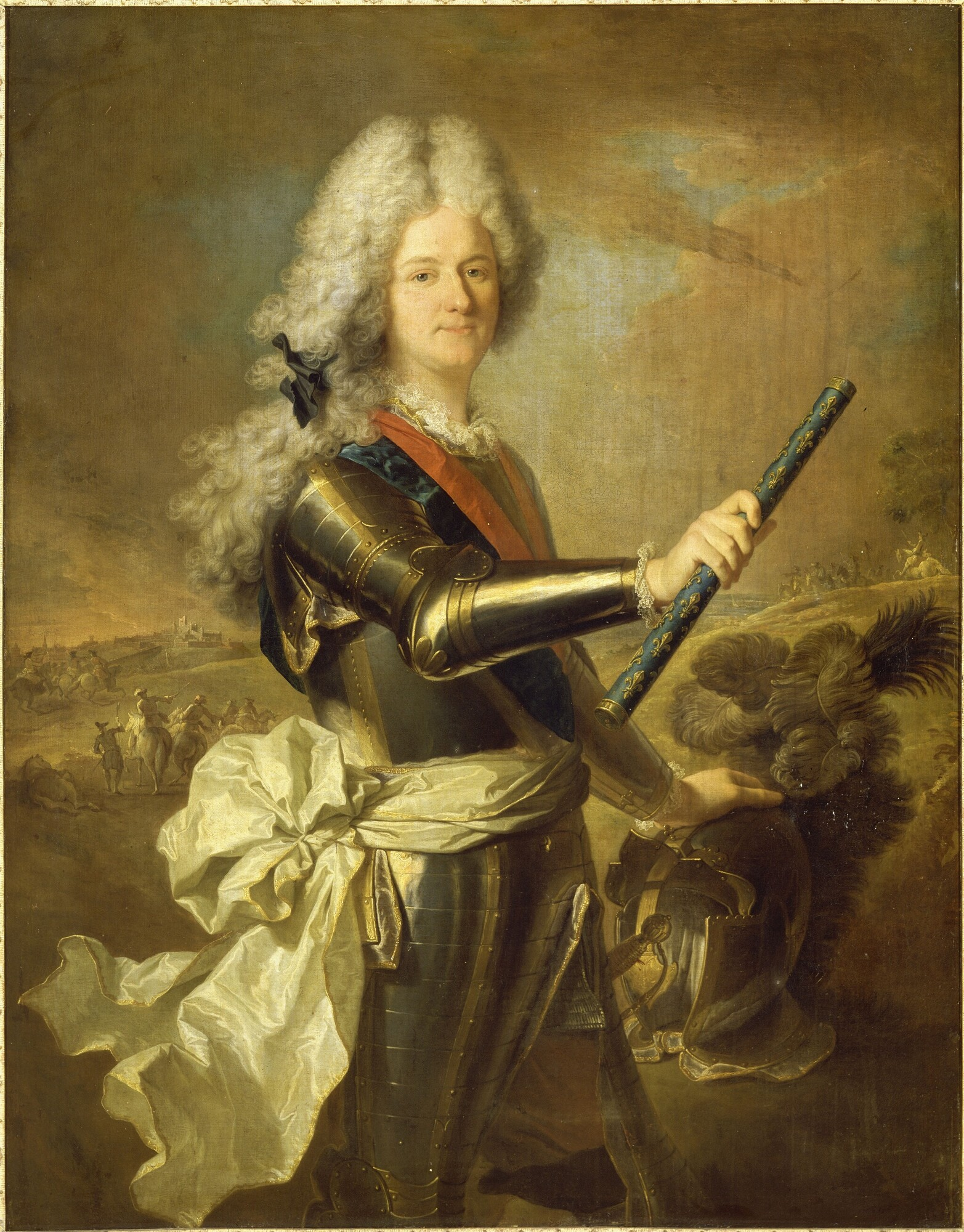
Il Conte di Tolosa, il figlio minore di Madame de Montespan

## Eredità

### Casato degli Orléans
Attraverso tre dei suoi figli (Luisa Francesca, Francesca Maria ed il Comte de Toulouse) Madame de Montespan divenne un'antenata della moderna Casata degli Orléans e del suo attuale capo Henri d'Orléans, Conte di Parigi e Duca di Francia.
È legata all'attuale Casato Reale di Braganza portoghese e brasiliano, la Casa d'Este, gli Austria-Este e Casa Savoia, principalmente attraverso la nipote, figlia di Francesca Maria, Carlotta Aglae d'Orléans.
Il bis-bis-nipote di Francesca Maria fu Luigi Filippo I, re dei Francesi. Attraverso la figlia maggiore di Luigi Filippo, Louise-Marie d'Orléans, moglie di re Leopoldo I del Belgio, Madame de Montespan è un'antenata dell'attuale Re del Belgio, Alberto II.
Attraverso il figlio di Luigi Filippo Ferdinando Filippo, duca d'Orléans è anche un'antenata della Famiglia reale spagnola e il suo capo, il re Juan Carlos I di Spagna. Attraverso la quarta figlia di Luigi Filippo, la Principessa Clementina d'Orléans, moglie del nipote di Leopoldo, il Principe Augusto di Sassonia-Coburgo-Gotha, è anche l'antenata della attuale pretendente al trono di Bulgaria, il re Simeone II.

### Il Castello di Clagny
Lo Château de Clagny a Versailles fu eretto tra il 1674 e il 1680 su progetto di Jules Hardouin-Mansart, Premier architecte du Roi, (primo architetto del re), su un terreno acquistato da Luigi XIV nel 1665. Madame de Sévigné ha scritto che per la sua costruzione, furono impiegati 1200 lavoratori e il costo era non meno di due milioni di livres. Il giardiniere reale, André Le Nôtre, creò i giardini, che guardavano a ovest verso l'enorme palazzo di Versailles, di cui Clagny era una versione più piccola. Il castello di Clagny divenne anche famoso per la sua galleria. Nel 1685, Luigi XIV regalò il magnifico palazzo a Madame de Montespan. Alla sua morte, Clagny venne ereditato dal figlio maggiore, il duc du Maine, il quale, a sua volta, lo passò al figlio, Louis-Auguste de Bourbon, principe di Dombes. Il castello tornò alla corona francese nel 1766 e fu demolito nel 1769.

### Trianon de porcelaine
Luigi XIV, per Madame de Montespan, aveva anche ordinato la costruzione di un divertente padiglione, chiamato Trianon de porcelaine, circondato da giardini, sul luogo dell'ex borgo del Trianon acquistato nelle vicinanze del Palazzo di Versailles. Di fatto era inteso come un rifugio per la coppia. A causa della fragilità delle piastrelle di terracotta utilizzati per la sua costruzione, fu demolito nel 1687 e sostituito dal Grand Trianon di marmo rosa (marbre rose des Pyrénées).

### Moda
A corte, le donne copiavano lo stile raffinato di vestire che era spesso molto licenzioso e senza impacci di Madame de Montespan. La scioltezza le permise di muoversi più facilmente durante le sue frequenti gravidanze. La regina Maria Teresa copiò senza successo la sua pettinatura in modo da ottenere maggiore attenzione dal re. Più tardi, anche dopo la sua partenza dalla corte, la moda preferita da Madame de Montespan era ancora copiata.

### Corte
Come amante ufficiale del re, Madame de Montespan si univa spesso al resto della corte mentre accompagnava il re quando egli conduceva le sue molte guerre contro gli olandesi e gli austriaci. Si dice che il primo approccio con il re sia avvenuto durante una di queste occasioni.

## Nella cultura popolare
La figura di Madame de Montespan è sempre stata piuttosto conosciuta, ed è stata più volte considerata la più celebre tra le favorite del Re, ma ultimamente gode di nuova popolarità. Madame è infatti una delle protagoniste della serie Versailles, distribuita dal 2015 e di produzione francese e canadese.
Nel film del 1979 Amore al primo morso, il servitore del conte Dracula Renfield cita uno dei suoi amori passati del suo padrone: Madame De Montespan.